# UTSM (Ultra Trail de São Mamede)
Prova de corrida por trilhos disputada em Portugal e Espanha, centrada em Portalegre, numa extensão aproximada de 110 Km com um D+ de 5000m.  Este evento é exemplo da adesão cada vez mais significativa da população portuguesa a este Desporto fantástico de contacto íntimo com a Natureza.
O Ultra Trail da Serra de São Mamede é um evento de corrida por trilhos de ultra distância organizado pelo Atletismo Clube de Portalegre (ACP) com 8 edições realizadas. A primeira edição ocorreu em 2012 tendo tido grande adesão desde então com largas centenas de atletas de vários países.]

## As corridas
- Ultra trail - 110Km D+5000
- Maratona - 43Km
- Meia maratona - 22Km
- Trail curto/caminhada - 12Km

## Percurso
A prova percorre os concelhos de Portalegre, Castelo de Vide, Marvão e Valência de Alcântara (Espanha), tendo como fundo em grande parte do percurso o Parque Natural da Serra de Sâo Mamede. Com a meta na Arena UTSM (Estádio Municipal dos Assentos), as provas têm partidas em locais distintos mediante as distâncias.

## Pontuação
A prova faz parte do calendário do Campeonado Nacional de Trail Ultra Endurance (ATRP/FPA), Campeonato AADP de Trail Ultra Endurance estando categorizado como Series 150 pela ATRP e representa 5 pontos pela ITRA (Associação internacional de trail). Apresenta um índice de qualidade ITRA de 4,58/5
É prova qualificativa para o UTMB - Ultra Trail du Mont Blanc.

## Próxima edição
Devido à pandemia de COVID-19 a edição de 2020 é reportada a 2022 nos dias 6, 7 e 8 de maio.

## Vencedores[6]
| 17.05.2019 110km (262 M, 35 F) | Vitor Mariano da Silva Cordeiro 13:24:26 h  | Emilia Silveira 17:48:14 h              |
| 19.05.2018 100km (242 M, 25 F) | Jose Silverio Garcia 10:56:34 h             | Armanda Barroso 15:26:27 h              |
| 20.05.2017 100km (267 M, 18 F) | Rodrigo Goncalo Noivo Gregorio 11:24:09 h   | Tuxa Negri 15:07:34 h                   |
| 14.05.2016 100km (219 M, 19 F) | Joao Felisbino Pereira Oliveira 10:55:39 h  | Isabel Moleiro 14:35:37 h               |
| 16.05.2015 100km (396 M, 24 F) | Ricardo Jorge Goncalves da Silva 09:55:16 h | Ana Rocha 12:14:31 h                    |
| 17.05.2014 100km (400 M, 30 F) | Helder Ferreira 10:17:47 h                  | Lucinda Sousa 13:34:21 h                |
| 18.05.2013 100km (212 M, 17 F) | Luiz Carlos Carvalho da Mota 10:20:28 h     | Julia Conceicao 13:20:16 h              |
| 19.05.2012 100km (151 M, 8 F)  | Luiz Carlos Carvalho da Mota 10:39:43 h     | Maria Gabriel Santos Ribeiro 14:56:16 h |

## Informações detalhadas
Informações detalhadas sobre o evento podem ser encontradas na internet nas páginas oficiais:
1. Site do evento;
2. Página social do Facebook;
3. Página do Twitter;
4. Página do Instagram.